# Schule für Erwachsenenbildung (Berlin)

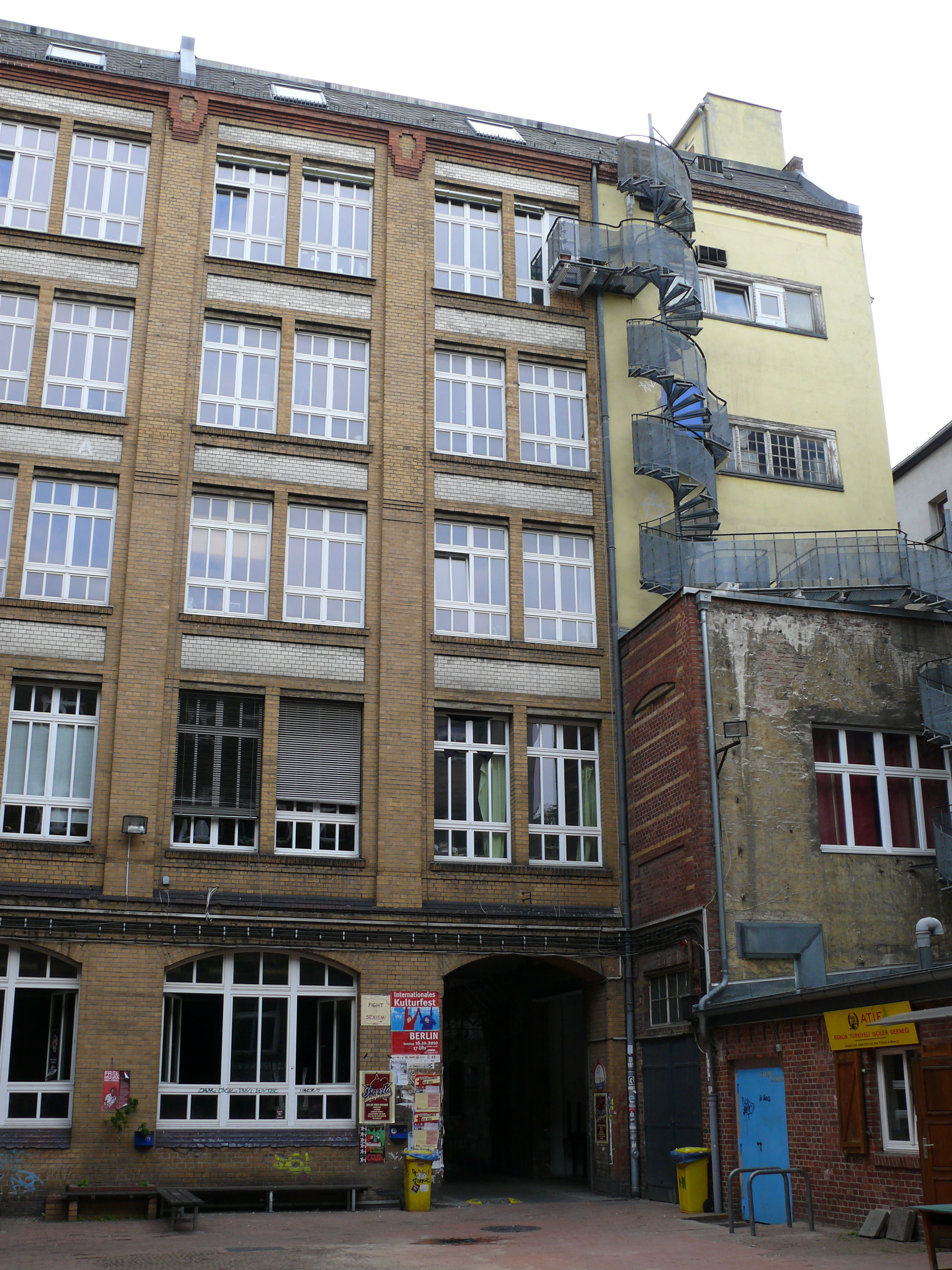
Im oberen Stockwerk ist die Schule

Die Schule für Erwachsenenbildung e. V. (SfE/SFE) ist eine 1973 in West-Berlin gegründete Einrichtung des zweiten Bildungswegs zur Prüfungsvorbereitung auf die allgemeine Hochschulreife (Abitur) sowie den mittleren Schulabschluss. Die SfE ist eine selbstverwaltete Demokratische Schule, die von Schülern und Lehrern basisdemokratisch organisiert wird. 1980 kaufte sie gemeinsam mit anderen Projekten ein ehemaliges Fabrikgebäude, das heutigen Kulturzentrum Mehringhof in Kreuzberg, in deren 4. Etage sich die Schule befindet. 1981 erreichte die Schule mit 800 Schüler:innen den Höchststand ihrer Schüler:innenschaft und war damit zugleich die größte basisdemokratische Schule der Welt.

## Zur Entstehung der SfE
Auslöser für die Gründung  war ein Schulstreik im Jahr 1972 an der privaten Gabbe-Lehranstalt in Berlin, der sich gegen einen autoritären Schulleiter, eine reaktionäre Schulordnung, überfüllte Klassen, Leistungsdruck und Kündigungen von Schüler*innen und Lehrer*innen aus politischen Gründen richtete. Gegen die Streikenden wurde mit einem massiven Polizeieinsatz und Kündigungen von Schülern vorgegangen, worauf die Schule erneut besetzt wurde und streiksolidarische Lehrer sog. Gegenunterricht für die gekündigten Schüler gaben. Daraufhin gab es weitere Kündigungen von Lehrern und Schülern und einen erneuten massiven Polizeieinsatz zur Räumung der Schule. In dieser Situation wurde der Entschluss gefasst, eine (von der Gabbe-Lehranstalt) unabhängige und selbstverwaltete Schule zu gründen, die einem emanzipatorischen Anspruch genügen sollte. Der Aufruf  wurde durch Jugendsendungen im Rundfunk, Plakate und durch  Mundpropaganda bekannt gemacht. Fünfhundert Interessenten sowie siebzig Lehrer bekundeten ihr Interesse an der neuen Schule, welche 1973 als gemeinnütziger Verein gegründet wurde. Die SfE  wurde als private Ergänzungsschule des Zweiten Bildungsweges anerkannt, die Schüler erhielten finanzielle Unterstützung nach dem BAföG. Ein Jahr später bezog sie eine 950 m² große Büroetage in der Burgemeisterstraße 30–32 im Ortsteil Tempelhof.

## Schulstruktur
Je nach persönlichen Voraussetzungen erfolgt der Unterricht in den Kollegklassen, den Klassen des Gymnasialen Zweigs oder der Mittlere-Reife-Klasse.
- Kollegklassen:
Ein Mindestalter von 19 Jahren, mittlere Reife und eine abgeschlossene Berufsausbildung oder eine dreijährige, den Unterhalt sichernde Erwerbstätigkeit sind erforderlich (allgemeine Voraussetzungen des zweiten Bildungswegs).
Die Ausbildung dauert einschließlich Prüfungen 6 Semester.
Eine elternunabhängige Förderung nach dem BAföG ist möglich.
- Gymnasialer Zweig:
Ein Mindestalter von 18 Jahren sowie die mittlere Reife sind die Voraussetzungen. Ein Berufsabschluss ist nicht erforderlich.
Die Ausbildung dauert einschließlich Prüfungen 5 bis 6 Semester.
Eine elternabhängige Förderung nach dem BAföG ist möglich.
- Mittlere-Reife-Klasse:
Das Mindestalter beträgt 18 Jahre (in Ausnahmefällen auch 16). Die allgemeine Schulpflicht muss erfüllt sein, ein Hauptschulabschluss ist allerdings nicht erforderlich.
Die Ausbildung dauert einschließlich Prüfung zehn Monate.
Eine Förderung nach dem BAföG ist nicht möglich.

## Selbstbestimmtes Lernen
Der Unterricht richtet sich – angelehnt an den Rahmenplan – nach den Interessen der Schüler. Sie legen Schwerpunkte und Lehrmaterialien gemeinsam mit den Lehrern fest. Die Entwicklung einer eigenen Lernmotivation sowie die Lernerfahrung stehen dabei im Vordergrund. Eine Benotung im Unterricht erfolgt nicht. Die Anwesenheit ist freiwillig.

## Selbstverwaltung
Die Schule für Erwachsenenbildung ist ein (basis-)demokratisches Schulprojekt in Selbstverwaltung, ohne klassische Schulleitung. Dies bedingt, dass der Alltag der Schule von Schülern und den dreizehn Angestellten (Stand 2016) gemeinsam organisiert wird. Der zentrale „Verwaltungsort“ der SfE ist die Schulversammlung (auch Forum oder Vollversammlung genannt). Sie findet alle zwei Wochen statt und ist eine Versammlung von allen interessierten Schülern und Angestellten. Hier werden alle Dinge besprochen und diskutiert, die aktuell für die Schule von Belang sind. Klassen organisieren ihre internen Belange, sofern sie nicht die Schule als Ganzes betreffen, in „Klassenkonferenzen“. Sie finden erfahrungsgemäß einmal im Monat bzw. nach Bedarf mit oder ohne Lehrer statt. Regelmäßige organisatorische Aufgaben werden von allen gemeinsam bzw. abwechselnd erledigt, so übernimmt z. B. jede Woche eine andere Klasse bzw. die Angestellten den Reinigungsdienst für die ganze Schule.

## Fächerangebot
Die Vorbereitung auf die Abiturprüfung erfolgt in den Fächern Deutsch, Mathematik, Kunst, Biologie, Geschichte, Politik, Englisch, Französisch und Spanisch. Außerdem wird Chemieunterricht angeboten.
Der Unterricht in der Mittlere-Reife-Klasse umfasst die Fächer Deutsch, Mathematik, Biologie, Englisch und Geschichte.
Darüber hinaus besteht die Möglichkeit, sich in selbstorganisierten Lerngruppen und Arbeitsgemeinschaften auf weitere zugelassene Prüfungsfächer vorzubereiten.

## Prüfung
Die SfE ist eine Schule ohne staatliche Prüfungszulassung. Deshalb werden die Prüfungen an staatlichen Schulen abgelegt (sogenannte Fremdenprüfung bzw. Nichtschülerabitur). Da im Vorfeld keine Noten gegeben werden, erfolgt die Prüfung zum mittleren Schulabschluss in sechs Fächern, die Abiturprüfung in acht Fächern.

## Politisches Engagement
Die Schule für Erwachsenenbildung war als selbstverwaltete Schule für junge Erwachsene in Berlin-Kreuzberg der 70er Jahre, typischerweise stark links geprägt und politisch aktiv. 1976/77 wirkte die Schule in besonderem Maße politisch nach außen. Bei der geplanten Reform des zweiten Bildungswegs, der Freiheiten an staatlichen Schulen einschränken wollte und die Pädagogik der SfE quasi unmöglich machen wollte, wurden in ganz Berlin mehrfach große Treffen einberufen und Streiks durchgeführt. Die SfE war bei allen Aktivitäten stark präsent. 1977 drangen 200 SfEler im Büro des Senator für Soziales ein, um dagegen zu protestieren, dass für viele Schüler das Schulgeld nicht mehr auf die Sozialhilfe angerechnet wurde, und hatten damit Erfolg.

Auch heute noch ist die SfE links-alternativ geprägt. Über sich selbst schreibt sie auf ihrer Homepage:

„Die SfE ist etwas Unfertiges. Sie widersetzt sich jedem Versuch, als abgeschlossenes Modell dargestellt zu werden. Sie bietet den Schüler*innen die Möglichkeit, die eigenen Standpunkte zu überdenken und neue Lebens- und Arbeitsformen zu entdecken. Vielleicht steckt darin das Utopische: soziale Prozesse auszulösen ohne lähmende Zielvorgaben; negative Erfahrungen einzustecken ohne unterzugehen; positive Erlebnisse zu haben, ohne sich darauf ausruhen zu können; sich zu Unfertigem zu bekennen ohne schlechtes Gewissen. Die tägliche Irritation als Prinzip – kein bequemes Rezept, kein Wundermittel und immer zu wenig, aber trotzdem ein gutes Rezept gegen eine Gesellschaft, in der alles geregelt ist.“

## Partnerschule
Es besteht eine Partnerschaft mit der 1982 in Frankreich entstandenen, staatlichen demokratischen Partnerschule Lycée experimental de Saint-Nazaire und mit der ghanaischen Schule Ghana Permaculture Institute (GPI).

## International Democratic Education Conference 2005
2005 hat die Schule für Erwachsenenbildung zusammen mit dem Kinderrechtsprojekt KRÄTZÄ des Vereins Netzwerk Spiel/Kultur der Demokratischen Netzwerkschule Berlin die 13. International Democratic Education Conference (IDEC) in Berlin ausgerichtet.

## Mediale Rezeption
2017 wurde der Dokumentarfilm Berlin Rebel High School von Alexander Kleider veröffentlicht, der ein differenziertes und teils auch kritisches Bild vom Alltag an der Schule zeichnet.

## Auszeichnungen
2016 hat die SfE beim Deutschen Schulpreis den 2. Preis gewonnen.
Die Ghana-AG wurde mehrfach mit dem bridge-it Award für den Aufbau der Schulpartnerschaft mit dem Ghana Permaculture Institute ausgezeichnet.